# Medzilaborce Mesto
Medzilaborce Mesto – przystanek kolejowy w Medzilaborcach, w kraju preszowskim na Słowacji.
Na przystanku zatrzymują się pociągi Rzeszów/Sanok-Medzilaborce. Przystanek jest początkowym dla pociągów Medzilaborce Mesto-Humenné (9 kursów w godz. 4.18-20.18 – regularnie co 2 godz.).